# Піщаний Брід (Миколаївський район)
Піща́ний Брід (в минулому — Шпейер, Шпалерове, Шпайер) — село в Україні, у Степівській сільській громаді Миколаївського району Миколаївської області. Населення становить 604 особи.

## Символіка
Затверджена 27 квітня 2023р. рiшенням №12 сесії сільської ради. Автори - І.Д.Янушкевич, В.Дробний, Д.Моргунов.

### Герб
У зеленому полі золотий пшеничний колосок у стовп, навколо якого дві протиобернені виноградні лози з одного стебла з золотими гронами і листям, які обвивають вгорі срібні православний і католицький хрести. Лазурова база завершена срібним, мурованим чорним, мостом із трома арками, в кожній по одному золотому стеблу рогозу.

### Прапор
Квадратне полотнище горизонтально поділене на зелене, біле, синє, жовте і синє поля у співвідношенні 16:3:1:1:3, три нижніх розділені хвилясто. У зеленому полі по центру стиглий жовтий вертикальний пшеничний колосок у стовп, обабіч якого по грону жовтого винограду.

## Історія
Колонію Шпейєр було засновано в 1809—1810 роках. Із 102 сімей-засновників 64 походили з Рейнпфальца, 27 — з Ельзасу і 11 — із Бадена, мова була переважно ельзаською[джерело?].
Станом на 1886 у німецькій колонії Шпейер Ландауської волості Одеського повіту Херсонської губернії мешкало 2819 осіб, налічувалось 226 дворових господарств, існували римо-католицька церква, школа, 2 лавки та 3 майстерні.
7 (20) листопада 1917 року, відповідно до Третього Універсалу Української Центральної Ради, увійшло до складу Української Народної Республіки.  
У 1925—1939 роках село (під назвою Шпеєр) входило до складу Карл-Лібкнехтівського німецького національного району Миколаївської округи (з 1932 — Одеської області).

## Населення

### Мова
Розподіл населення за рідною мовою за даними перепису 2001 року:
| Мова            | Кількість | Відсоток |
| --------------- | --------- | -------- |
| українська      | 578       | 95.70%   |
| російська       | 15        | 2.48%    |
| румунська       | 8         | 1.32%    |
| білоруська      | 1         | 0.17%    |
| інші/не вказали | 2         | 0.33%    |
| Усього          | 604       | 100%     |